# Sarah Jayne Dunn
Sarah Jayne Dunn (Leigh, Inglaterra; 25 de septiembre de 1981) es una actriz inglesa, más conocida por interpretar a Mandy Richardson en Hollyoaks.

## Biografía
Nació el 25 de septiembre de 1981 (37 años) en Leigh, Reino Unido y es una muy buena amiga de la actriz Helen Noble.
Sarah comenzó a salir con el terapista deportivo Jonathan "Jon" Smith; a finales de marzo de 2016 anunció que estaban esperando a su primer bebé, Stanley Smith, a quien le dieron la bienvenida ese mismo año. que nació el 7 de agosto de 2016. En el 2018 Sarah y Jonathan finalmente se casaron en "The Holford Estate" en Plumley, Cheshire.

## Carrera
El 7 de octubre de 1996, se unió al elenco principal de la popular serie británica Hollyoaks, donde interpretó a Mandy Richardson hasta 2006; posteriormente apareció como invitada en 2007 y 2008, y más tarde regresó a la serie en 2010, cuando interpretó a Mandy hasta el 2 de septiembre de 2011. A principios de junio de 2017, se anunció que Mandy regresaría a la serie en julio del mismo año. En 2007 apareció como invitada en varios episodios de la serie médica Doctors, donde interpretó a Renee Dooley. En 2008 obtuvo un pequeño papel en la película The Dark Knight, donde interpretó a la acompañante del villano Maroni.
En 2013 interpretó nuevamente a Mandy Richardson ahora en la sexta temporada de Hollyoaks Later.

## Filmografía

### Serie de televisión
| Año                                       | Serie                 | Personaje             | Notas           |
| ----------------------------------------- | --------------------- | --------------------- | --------------- |
| 1996 - 2008, 2010 - 2011, 2017 - presente | Hollyoaks             | Mandy Richardson      | 257 episodios   |
| 2014 - 2015                               | Casualty              | Taylor Ashbie-Clement | 9 episodios     |
| 2013                                      | Hollyoaks Later       | Mandy Richardson      | episodio #6.4   |
| 2012                                      | Crime Stories         | Lizzie Baker          | episodio # 1.19 |
| 2012                                      | The Syndicate         | Maxine                | episodio # 1.1  |
| 2011                                      | Exile                 | Kathy                 | 2 episodios     |
| 2006 - 2007                               | Drop Dead Gorgeous    | Justine               | 2 episodios     |
| 2007                                      | Doctors               | Renee Dooley          | 9 episodios     |
| 2007                                      | The Innocence Project | Tanya Jackson         | episodio # 1.7  |
| -                                         | It's Adam and Shelley | Mercedes              | -               |
| 2001                                      | Hollyoaks: Movin' On  | Mandy Richardson      | tv serie        |
| -                                         | Brookside             | Kelly                 | -               |

### Películas
| Año  | Título                         | Papel            | Notas                                                                 |
| ---- | ------------------------------ | ---------------- | --------------------------------------------------------------------- |
| 2013 | Advance to Contact             | Jess Thompson    | corto - junto a Frances Barber, Scott Ryan Vickers & Matthew Crompton |
| 2012 | Boom in Shot                   | Lisa             | corto - junto a Phil Chadwick, Kate Collins & Gary Damer              |
| 2012 | After Death                    | Victoria         | junto a Paul Freeman, Nick Moran & Leslie Phillips                    |
| 2008 | The Dark Knight                | Amante de Maroni | junto a Eric Roberts                                                  |
| 2007 | Northern Cowboys               | Sally            | corto - junto a Stephen Billington & Jeff Hordley                     |
| 2003 | Brookside: Unfinished Business | Kelly            | junto a Steven Cartait, Greg Wood & Philip Olivier                    |
| -    | Betting in Bars                | Diana            | -                                                                     |

### Teatro
| Año         | Título                | Personaje | Director        | Notas                   |
| ----------- | --------------------- | --------- | --------------- | ----------------------- |
| 2010        | When Harry Met Sally  | Sally     | Michael Gyngell | Theatre Royal Wakefield |
| 2009        | The Vagina Monologues | -         | Tim Sheader     | Churchill Theatre       |
| 2008 - 2009 | Boeing, Boeing        | Gloria    | Matthew Warchus | Liverpool Playhouse     |

### Apariciones
| Año  | Programa            | Notas               |
| ---- | ------------------- | ------------------- |
| 2011 | Famous and Fearless | -                   |
| 2010 | Ready Steady Cook   | junto a Helen Noble |

## Premios y nominaciones
| Año  | Categoría                                    | Premio             | Serie     | Resultado |
| ---- | -------------------------------------------- | ------------------ | --------- | --------- |
| 2007 | Best Exit                                    | British Soap Award | Hollyoaks | Nominada  |
| 2006 | Sexiest Female                               | British Soap Award | Hollyoaks | Nominada  |
| 2002 | Most Spectacular Scene (junto a David Brown) | British Soap Award | Hollyoaks | Ganó      |
| 1999 | Best Storyline (junto a Phil Redmond)        | British Soap Award | Hollyoaks | Nominada  |